# Garrya grisea
Garrya grisea är en garryaväxtart som beskrevs av Ira Loren Wiggins. Garrya grisea ingår i släktet Garrya och familjen garryaväxter. Inga underarter finns listade.